# William Windham
William Windham (ur. 3 maja 1750 w Londynie, zm. 4 czerwca 1810 tamże) – brytyjski polityk, członek partii wigów.

## Życiorys
Wywodził się ze starej szlacheckiej rodziny z hrabstwa Norfolk. Wykształcenie odebrał w Eton College, na Uniwersytecie Glasgow oraz w University College na Uniwersytecie Oksfordzkim. W 1773 r. wyjechał do Norwegii, a w latach 1778–1780 odwiedził Szwajcarię i Włochy. Krytykował politykę rządu podczas amerykańskiej wojny o niepodległość.
W 1783 r. był przez krótki czas Głównym Sekretarzem Irlandii. W 1784 r. został wybrany do Izby Gmin jako reprezentant okręgu Norwich. Brał udział w procedurze impeachmentu Warrena Hastingsa. Popierał postulat równouprawnienia katolików, ale sprzeciwiał się reformom parlamentarnym. W latach 1794–1801 był sekretarzem ds. wojny w rządzie Williama Pitta Młodszego.
Sprzeciwiał się postulatom rozmów pokojowych z Francją, przez co nie wszedł w skład rządu Addingtona w 1801 r. W 1802 r. zmienił okręg wyborczy na St Mawes. W 1806 r. uzyskał jednocześnie mandaty z okręgów New Romney i Norfolk, jednak w kolejnych wyborach parlamentarnych w 1807 r. wystartował w okręgu Higham Ferrers. W latach 1806–1807 był ministrem wojny i kolonii w rządzie lorda Grenville’a. Zmarł w 1810 r.